# Olivier Calabuig
Olivier Calabuig est un footballeur français né le 10 mai 1972 à Sète. Il évolue au poste de milieu de terrain. 

## Biographie
Olivier Calabuig a notamment joué à Créteil et à Sète. 
Il a disputé 61 matchs en Ligue 2 et a inscrit 2 buts dans ce championnat.
En 2003 il fait partie de l'équipe de France de la Police nationale.

## Carrière
- 1991-1995 :  FC Sète
- 1995-2000 :  US Créteil-Lusitanos
- 2000-2001 :  FC Martigues
- 2001-2007 :  FC Sète
- 2007-2009 :  RCO Agde
- 2009-2011 :  AS Béziers[2]

## Palmarès
- Champion de CFA2 (Groupe D) en 2008 avec le RCO Agde
- Champion de CFA2 (Groupe F) en 2010 avec l'AS Béziers